# Interlingue
Interlingue ist eine Plansprache, die 1922 unter dem Namen Occidental vom Deutsch-Balten Edgar von Wahl veröffentlicht wurde. Sie nimmt eine vermittelnde Stellung zwischen sogenannten naturalistischen und schematischen Plansprachen ein. Wegen der Verwechslungsgefahr mit Interlingua nennt man sie in der Fachliteratur oft Occidental-Interlingue.
Interlingue unterscheidet sich hauptsächlich dadurch von anderen Plansprachen, dass sie den internationalen Wortschatz (Wörter, die in vielen Sprachen gleich oder ähnlich sind) weitgehend unverändert in Stämmen und Affixen übernimmt, so dass sich die aus dem internationalen Wortschatz bereits bekannten Formen ergeben, sie aber andererseits auch analytisch als Ableitungen von Stammwörtern erklärbar sind.
Dahinter steht die Absicht, die Sprache einerseits demjenigen leicht zu machen, der den internationalen Wortschatz kennt (Europäer, Amerikaner), und andererseits durch Rückführung auf wenige Stammwörter auch demjenigen, der den internationalen Wortschatz noch nicht kennt.

## Geschichte
Im Februar 1922 veröffentlichte Edgar von Wahl das erste Heft der Zeitschrift „Kosmoglott“, das er auf Occidental verfasste, und wenig später den Schlüssel, der die Grammatik und sämtliche Wortbildungsregeln enthielt. Dem folgten ebensolche Schlüssel auf Französisch, Englisch und Russisch.
1928 erschien das erste größere Wörterbuch Deutsch-Occidental von Joseph Gär. Es bietet auf den ersten 31 Seiten auch einen Abriss der Grammatik. Bereits 1927 wurde die „Kosmoglott“ in „Cosmoglotta“ umbenannt und die Redaktion ging an die gleichnamige Gesellschaft in Österreich (Mauer bei Wien) über. Im Jahr 1929 wurde die Occidental-Union gegründet, die 1949 analog zur Sprache in Interlingue-Union umbenannt wurde.
Die Blütezeit der Sprache war in den 1920er und 1930er Jahren. Durch die Diktaturen und den Zweiten Weltkrieg wurden alle Plansprachen, auch Occidental, sehr geschwächt. In Deutschland wurden 1936 alle Plansprachenorganisationen aufgelöst. Occidental konnte in dieser Zeit in der Schweiz unter der „unermüdlichen und opfervollen Arbeit für die Verbreitung und Erhaltung“ gewissermaßen 'überwintern'. Maßgeblichen Anteil daran hatten u. a. Prof. Ric Berger, Fred Lagnel und Dr. Fritz Haas.
1949 wurde Occidental in Interlingue umbenannt. Dabei dürften zwei Hauptmotive mitgewirkt haben: Erstens wollte man wohl vermeiden, im Blockkonflikt mit dem Namen 'Occidental' vermeintlich dem westlichen (NATO-)Block zuzugehören. Zweitens wollte man sich dem von der International Auxiliary Language Association (IALA) ausgearbeiteten Projekt, das dem Occidental sehr ähnlich und dessen Name Interlingua schon absehbar war, annähern.
1951 veröffentlichte die IALA ihr Projekt Interlingua, das sich im Wesentlichen an den von Edgar von Wahl aufgestellten Grundsätzen orientiert. Interlingua ist jedoch etwas weniger vereinfacht, d. h. weniger schematisiert und dadurch etwas unregelmäßiger als Interlingue.

## Sprecherschaft
Das im Jahre 1999 von der Interlingue-Union veröffentlichte Adressarium wies mit Nachtrag 29 Namen aus 16 Ländern auf. Nach Angaben des Vorsitzenden der Interlingue-Union hatte die Organisation Anfang 2009 46 Mitglieder.
Otto Back schätzt die Zahl der Occidental-Sympathisanten auf ungefähr 200, die der Aktivisten auf nur eine Handvoll. Er weist auch auf eine auffällige Besonderheit im Gegensatz zu den Sprechergemeinden von Esperanto, Ido oder Interlingua hin: den weitgehenden Mangel an internationalen Treffen, die er als „Instrument der sprachlichen Erprobung und des emotionalen Zusammenhaltes“ bezeichnet. Den Anhängern war überdies die fachliche Diskussion wichtiger als die Verbreitung der Sprache durch Unterricht.

## Lernfreundlichkeit
Als internationale Hilfssprache war die Lernfreundlichkeit durch regelmäßige Ableitung und einen wiedererkennbaren Wortschatz ein Schlüsselprinzip bei der Entstehung von Occidental. Cosmoglotta enthielt häufig Briefe von neuen und ehemaligen Nutzern anderer internationaler Sprachen (vor allem Esperanto und Ido), die die Einfachheit der Sprache bestätigten. Neue Nutzer demonstrierten ihre schnelle Beherrschung der Sprache, und erfahrene Nutzer von Hilfssprachen berichteten von ihren Erfahrungen. Da viele Nutzer der Sprache nach dem Erlernen von Esperanto mit ihr in Berührung gekommen waren, gibt es nur wenige Daten zur Lernbarkeit der Sprache für Personen ohne Erfahrung mit anderen internationalen Hilfssprachen. Ein Experiment zur Ermittlung der Lernzeit wurde in den Jahren 1956 bis 1957 an einem Schweizer katholischen Gymnasium in Disentis durchgeführt. Es zeigte sich, dass die an der Studie teilnehmenden Schüler, die bereits Französisch, Latein und Griechisch gelernt hatten, nach 30 Stunden Lernzeit sowohl die schriftliche als auch die mündliche Interlingue beherrschten.

## Grammatischer Überblick
Das Substantiv kennt zwei Formen: Singular und Plural. Der Plural wird aus dem Singular durch Anfügen von -(e)s gebildet: auto – autos, strada – stradas, cité – cités, nation – nationes.
Das Adjektiv wird nicht flektiert: rapid, grand, verd, alt. Es kann fakultativ die Endung -i erhalten: rapidi, grandi, verdi, alti. Komparativ mit plu, Superlativ mit max: plu grand, max grand. Um aus Adjektiven Adverbien abzuleiten, wird an den Stamm die Endung -men angehängt: rapidmen.
Das Verb kennt vier Formen:
1. Stamm + r (amar)
2. reiner Stamm (ama)
3. Stamm + (e)nt (amant)
4. Stamm + t (amat)

Im Occidental gibt es drei Grundzeiten: Gegenwart, Vergangenheit, Zukunft. Form 2 ist die finite Form. Wenn das Verb nicht durch die Hilfsverben var (Zukunft) oder fer (Vergangenheit) festgelegt wird, wird Gegenwart angenommen: Yo ama – Ich liebe; yo va amar – ich werde lieben; yo fe amar – ich liebte.
Die Konstruktion fer + Form 1 ist veraltet. Stattdessen wird häufig das Hilfsverb har + Form 4 gebraucht. Har wird dabei teilweise auch ganz weggelassen: Yo ha amat; yo amat.
Bei den Pronomen gibt es eine Unterscheidung zwischen Subjektformen und Objektformen (vgl. Englisch: I – me). Die Personalpronomen sind: Singular: yo – me, tu – te, il – le, ella – la, it – it; Plural: noi – nos, vu – vos, ili – les. Das Fragepronomen qui (wer) hat die fakultative Objektform quem (vgl. Englisch: who - whom).
Im Satz ist die Reihenfolge Subjekt-Verb-Objekt üblich, das Objekt kann aber auch vorangestellt werden.
Die Wortbildung geschieht durch Wortzusammensetzung oder Ableitung mittels Affixe.

## Textbeispiele
| U reye li max grand obscuritá? | Wo ist es am dunkelsten? |
| --- | --- |
| Esque to ne es un stult question? Ne absolutmen, nam it totmen ne es tam self-evident que it es durant li nocte que li obscuritá es max grand. Li obscuration ya ha monstrat nos que mem durant un nocte obscur, tre mult coses es ancor visibil. Mult plu grand es li obscuritá durant cindre-pluvies, quande por exemple un clar-lucent lampe plu ne posse esser videt in un distantie de un metre. Ancor plu grand li obscuritá sembla esser in li profundores del mare; on vell ta presc posser parlar pri un obscuritá interran. Ja in un profundore de 6 metres li luce desapari presc completmen e ye 90 metres presc li tot lúmine spectral hat pallidijat, quam raportar W. Beebe pri su viages plongeatori. Ye 240 metres de profundore li explorator videt solmen li max profund e max nigri blu imaginabil, un realmen interran color. Desde 600 metres, li obscuritá es complet in li ocean. Li max grand obscuritá sembla do reyer in li profundores del mar. | Ist das nicht eine dumme Frage? Und doch ist es gar nicht selbstverständlich, dass in der Nacht die Dunkelheit am größten ist. Die Verdunklung hat uns ja wieder gezeigt, dass selbst während einer dunklen Nacht noch recht viel gesehen werden kann. Viel dunkler ist es bei vulkanischen Aschenregen, wenn z. B. in einer Entfernung von einem Meter eine helle Lampe nicht mehr gesehen werden kann. Noch dunkler, geradezu unirdisch dunkel, scheint es in den Tiefen des Weltmeeres zu sein. Schon in sechs Meter Tiefe verschwindet das Licht fast vollkommen und bei 90 Meter war fast das ganze Spektrallicht verblasst, berichtet W. Beebe über seine Tiefseetauchfahrten. Bei 240 Meter Tiefe sah der Forscher nur ein tiefstes, schwärzestes Blau, das man sich denken kann, eine geradezu unirdische Farbe. Von 600 Meter an herrscht im Weltmeer völlige Finsternis. Es scheint demnach in den Tiefen der Ozeane am dunkelsten zu sein. |